# E-X 사업

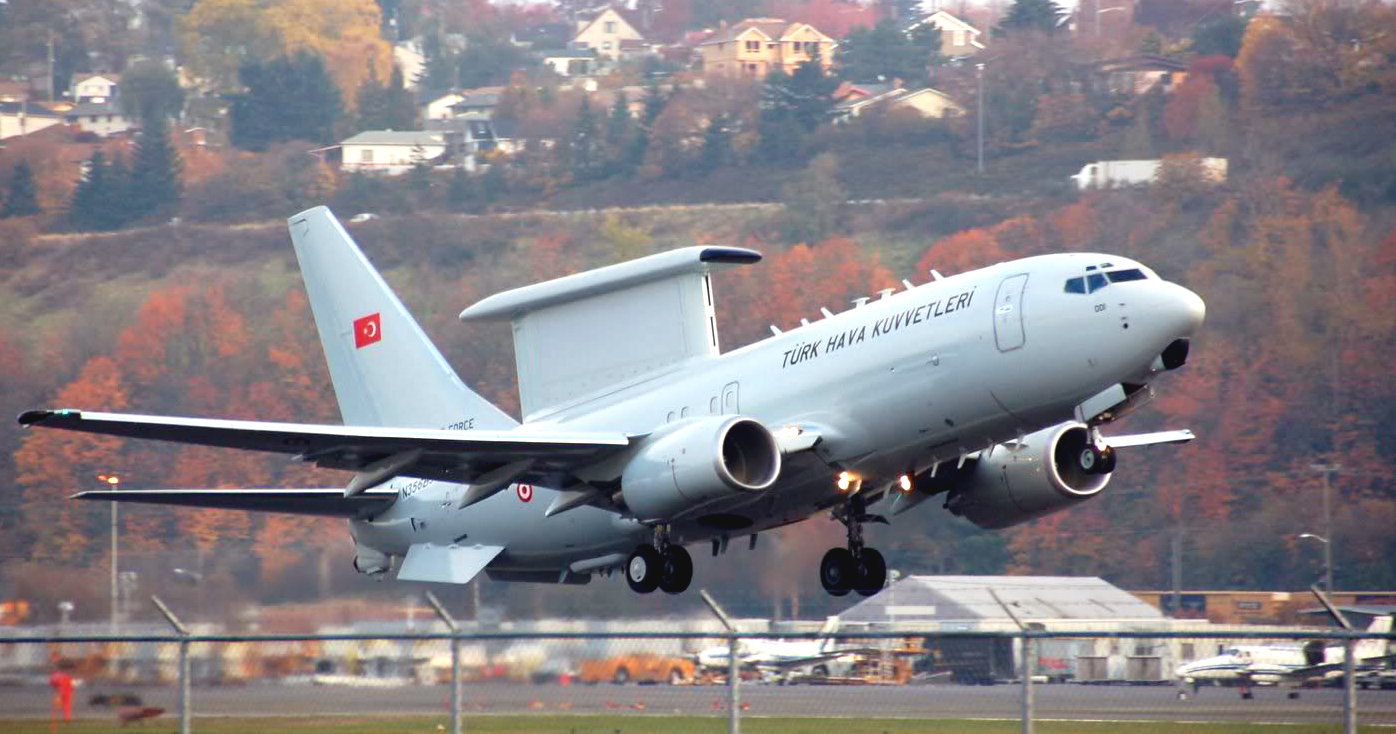
E-737

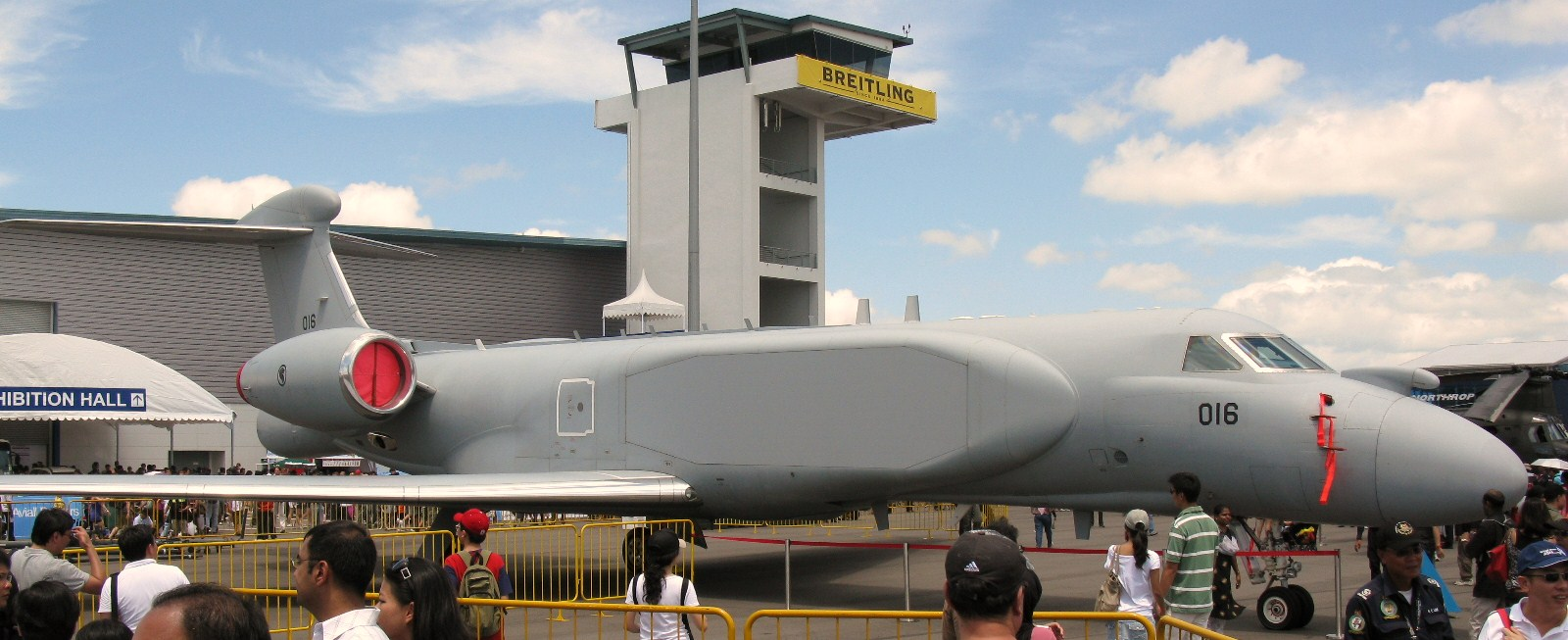
싱가포르 에어쇼 2010에 공개된 싱가포르 공군의 G550 팔콘 조기경보기

EX 사업은 대한민국 공군의 조기경보기 도입사업이다.
후보 기종에는 보잉사의 E-737과 엘타사의 걸프스트림 G550 EL/M-2075 팔콘이 경쟁하였다.
2005년 12월 4일 현재, 성능 시험 평가는 마쳤고, 기타 조건의 협상을 하고 있다고 보도되고 있다. 2006년 8월 4일, 보잉사의 E-737이 조건충족장비로 선정되었고, 가격협상이 진행 중이다.

## 연표
- 2004년 10월
  - 협상 막판 시점인 2004년 10월부터 당초 정부의 획득지침(RFP)에도 없던 공중급유장치, 적외선탐지대응책(DIRCM), 기상레이다 등 불요불급한 추가장비를 국방부에 요구했다.[4]
- 2005년 1월
  - 공군은 이달 초 ‘이스라엘 기종은 레이다 탐지거리를 충족시키지 못하는 것으로 드러났으니 단일소스를 대상으로 기종선정을 해야 한다’며 수의계약을 건의하는 보고서를 올렸으나 윤광웅 국방장관이 ‘말도 안 된다’면서 재검토를 지시했다.[5][6]
- 2005년 3월 30일
  - 한국군 당국은 "E-X 도입 사업과 관련해 그동안 특정업체에 유리하도록 작성됐다는 지적을 받아온 군 ROC의 일부 항목을 고치기로 했다"며 "합참과 공군이 ROC 개선 작업을 벌이고 있다"고 밝혔다.[7] “수년 전 ROC를 처음 작성할 당시에는 E-X를 제작, 운영 중인 나라가 미국밖에 없어 사실상 미국 제품을 참고로 ROC를 만들었다”며 “그러나 상황이 변한 만큼 다른 나라 업체와 공정한 경쟁을 유도한다는 차원에서 이를 바로잡기로 했다”고 말했다.[8]
- 2005년 10월 26일
  - 보잉사는 당초 24억달러(약 2조4,000억원)라는 고액을 제시했다가 이번에는 민간항공기구분장치 등 일부부품을 빼고 가격을 15억달러 수준으로 내린 것으로 알려졌다. 미국 걸프스트림 항공우주사의 G550기체를 바탕으로 제작한 엘타사 제품은 레이다 성능을 개선하면서 제시액을 당초 11억달러에서 소폭 올렸다.[9]
- 2006년 3월 13일
  - 이스라엘의 엘타사(G550 기종)가 미국 정부로부터 E-X 핵심장비에 대한 조건부 수출허가(DSP-5)를 받았다고 13일 밝혔다.[10] 엘타사의 제품은 비행기 기체를 포함, 가격기준으로 50% 이상의 부품을 미국제품으로 사용하기 때문에, 미국 정부의 제3국 수출허가가 있어야만 한다.
- 2006년 6월 14일
  - 시험비행 평가 결과, 후보 2개업체 모두 레이다 탐지거리, 운용고도, 비행시간 등의 ROC를 모두 충족, "전투용 적합" 판정을 받았다. 국방부는 모두 성능을 만족하므로, 가격이 싼 기종을 선정하게 될 것이라고 했다. 그러나 가격이 싼 이스라엘 엘타사는 한국이 요구하는 미국 정부의 무조건부 수출승인을 받지는 못했다.[11][4]
- 2006년 7월 13일
  - 국방부는 '미국 정부의 무조건부 수출승인이 안 난 엘타사를 제외하고, 미국 보잉사를 조기경보기 대상자로 선정하려다가, 엘타사측의 항의를 받고 선정을 유보하였다. 엘타사는 제한없는 수출승인의 요구는 부당하며, 그것이 없어도 시스템통합에는 아무 문제가 없다고 반발하였다.[12]
- 2006년 8월 4일
  - 엘타사가 반발만 하고 미국 정부의 무조건부 수출승인을 얻지 않음에 따라, 보잉사의 E-737이 조건충족장비로 선정되었고, 가격협상이 진행 중이다.[13][14][15][16][17]
- 2006년 11월 9일
  - 공중조기경보통제기(E-X) 사업자로 미국의 보잉사가 최종 선정됐다.[18]

## 같이 보기
- 조기경보기